# نیوز آو د ورلد
نیوز آو د ورلد (به انگلیسی: News of the World) نام قدیمی‌ترین و پرفروش‌ترین هفته‌نامه در انگلستان بود؛ که ۱۰ ژوئن ۲۰۱۱ به دلیل رسوایی هک تلفن، و شنود غیرقانونی تلفنی انتشارش متوقف شد؛ و پرونده‌ای در بریتانیا در مورد هک تلفن‌های عده‌ای از افراد مشهور، و رشوه به پلیس برای دریافت اطلاعات باز شد. هفته‌نامه «نیوز آف دِ ورلد» در تاریخچه ۱۶۸ ساله‌اش، چند بار تا آستانهٔ بسته‌شدن پیش می‌رود. یکی از آخرین موارد زمانی بود که روپرت مرداک منجی آن شد، و هفته‌نامه را خرید، پنجاه سال بعد، اتفاقاتی روی داد که بسته‌شدن روزنامه را ناگزیر کرد.
به دست آوردن اطلاعاتی که نشان می‌داد این هفته‌نامه برای جمع‌آوری اطلاعات از هک کردن تلفنی استفاده کرده‌است، خشم افکار عمومی را در بریتانیا برانگیخت. حتی گفته شده با رشوه دادن به پلیس اطلاعات به دست آورده‌است. روپرت مرداک که نشریه «نیوز آف دِ ورلد» تنها بخشی از امپراتوری رسانه‌ای اوست، تصمیم گرفت نشریه را تعطیل کند تا نشان دهد به افکار عمومی توجه کرده‌است. اما همچنان از «ربکا بروکز» مدیر مؤسسه که نشریه را منتشر می‌کرد دفاع می‌کند. به نظر نمی‌آید غائله با بستن هفته‌نامه تمام شود، این رسوایی در مورد نفوذ روپرت مرداک در میان سیاست‌مداران بریتانیایی سؤال‌هایی را ایجاد کرده و حتی باعث شده حزب مخالف دولت یکی از قراردادهای مهم مرداک یعنی قرارداد، «بی‌اس‌کای‌پی» را زیر سؤال ببرد؛ و خواهان بازبینی آن شود. مسئله آنقدر پیچیده شده، که خود روپرت مرداک تصمیم می‌گیرد با سفر به بریتانیا ان را شخصاً مدیریت کند.
در این باره، کالین میلر سردبیر پیشین این هفته‌نامه می‌گوید:
این چیزی نیست که ما می‌خواستیم و استحقاقش و داشتیم، اما این آخرین هدیهٔ ماست به ۷/۵ میلیون خواننده نشریه. این برای شماست و برای کارمندان نشریه.

## آخرین انتشار
در آخرین شماره سردبیر این هفته‌نامه ضمن عذرخواهی گفته‌است: «خیلی ساده‌است، ما از راهمان منحرف شدیم.»